# Comuna de Ujście
Ujście (polaco: Gmina Ujście) é uma gminy (comuna) na Polónia, na voivodia de Grande Polónia e no condado de Pilski. A sede do condado é a cidade de Ujście.
De acordo com os censos de 2004, a comuna tem 7969 habitantes, com uma densidade 63,3 hab/km².

## Área
Estende-se por uma área de 125,98 km², incluindo:
- área agricola: 62%
- área florestal: 29%

## Demografia
Dados de 30 de Junho 2004:
|                      | Total   | Total | Mulheres | Mulheres | Homens  | Homens |
| -------------------- | ------- | ----- | -------- | -------- | ------- | ------ |
|                      | pessoas | %     | pessoas  | %        | pessoas | %      |
| População            | 7969    | 100   | 4000     | 50,2     | 3969    | 49,8   |
| Densidade (pop./km²) | 63,3    | 100   | 31,8     | 31,8     | 31,5    | 31,5   |

De acordo com dados de 2002, o rendimento médio per capita ascendia a 1398,87 zł.

## Subdivisões
- Byszki, Chrustowo, Jabłonowo, Kruszewo, Ługi Ujskie, Mirosław, Nowa Wieś Ujska, Węglewo.

## Comunas vizinhas
- Chodzież, Czarnków, Kaczory, Piła, Trzcianka